# Río Gualeguaychú
El río Gualeguaychú es un río de Argentina, un afluente del curso inferior del río Uruguay, por la margen derecha. Tiene una longitud de 268 km y su cuenca hidrográfica drena 6.981 km².
El río discurre por la Provincia de Entre Ríos, siendo el segundo en importancia de los ríos que corren exclusivamente por la provincia, tras el río Gualeguay. El Gualeguaychú nace en el centro este de la provincia, en el Departamento Colón, y fluye hacia el sur, pasando por la ciudad de Gualeguaychú (76.896 habitantes en 2001). Lo atraviesan las rutas nacionales 14 y 130. 
El río Gualeguaychú desde su nacimiento hasta su desembocadura en el río Uruguay es una zona de reserva para la pesca deportiva que fue creada por decreto 4671/69 MEOySP de 1969.

## Toponimia
El nombre proviene de la expresión guaraní, yaguar guazú, que significa «río del yaguar grande», o de la expresión del mismo idioma yaguarí guazú (nutria gigante).

## Enlaces externos

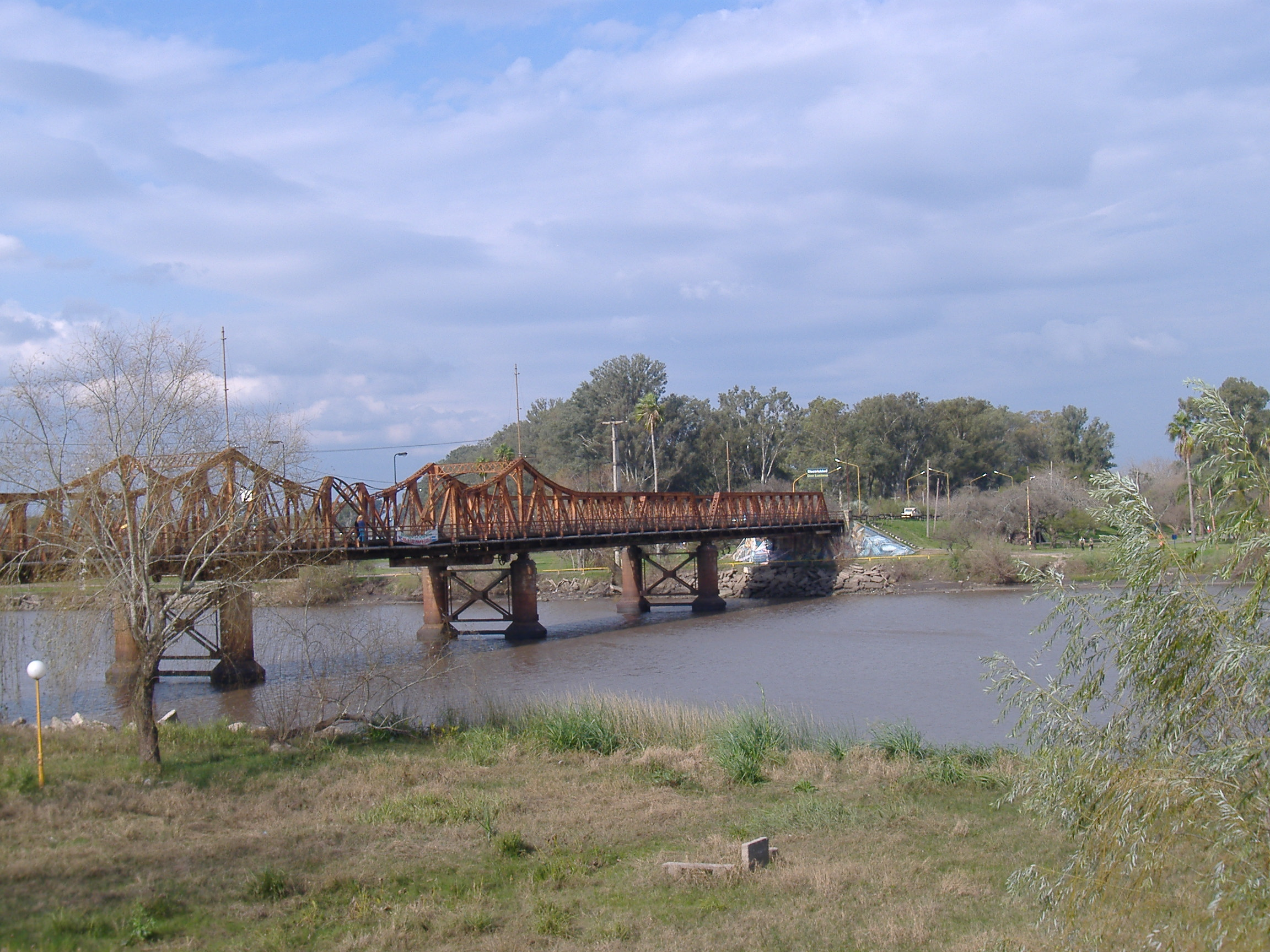
Puente de hierro "Méndez Casariego" en la ciudad de Gualeguaychú.